# 松原健
松原 健（まつばら けん、1993年2月16日 - ）は、大分県宇佐市出身のプロサッカー選手。Jリーグ・横浜F・マリノス所属。ポジションはディフェンダー（右サイドバック、センターバック）。元日本代表。既婚。

## 来歴

### プロ入り前
中学進学時に大分トリニータU-15のセレクションを受け不合格となったが、高校進学時に再びセレクションに参加し合格。2008年に大分U-18に入団した。1年次の夏過ぎにそれまではフォワードやボランチでプレーをしていたが、当時監督の皇甫官に、運動量の多さを買われて右サイドバックに転向した。大分U-18では緊張感のある中で練習し、重圧に圧し潰されそうになった事で初めてサッカーの練習が嫌いになったという。3年次の2010年にトップチームに2種登録され、5月2日のJ2第10節・ジェフユナイテッド千葉戦で公式戦デビュー。同年はリーグ戦9試合に出場した。

### 大分トリニータ
2011年より正式にトップチームへ昇格。2013年1月にはドイツへ渡り、フォルトゥナ・デュッセルドルフの練習に参加した。

### アルビレックス新潟
2014年、「大分でやってきたことが、外に出てどれだけ通用するかを試したい」という思いからアルビレックス新潟に期限付き移籍。新潟には年代別代表でもチームメイトであり、同ポジションのライバルである川口尚紀が在籍していたが、戸惑いは無く「チーム内のポジション争いに勝つことで、年代別代表でも勝てる」との考えがあったという。川口を抑え右サイドバックのレギュラーに定着し、同年はJ2時代も含めて自身最多のリーグ戦31試合に出場した。
2015年、新潟に完全移籍。4月に右膝半月板を手術（全治5か月）したこともあり、2015年シーズンはリーグ戦出場なし。2016年2月に右膝を痛めて再手術、リオデジャネイロオリンピックに出場するU-23日本代表メンバーの最終発表前の6月に復帰を果たし本大会メンバー発表前の最終公式戦・U-23南アフリカ戦のメンバーには選出されたものの、最終的に本大会メンバーからは落選した。

### 横浜F・マリノス
2017年、横浜F・マリノスからオファーを受け、「サッカー選手として上手くなるために挑戦したい
」という思いから移籍を決断し、完全移籍で横浜FMに加入。同年5月27日、リーグ第13節の清水エスパルス戦にて前半に先制点を挙げ、プロ初ゴールを記録。
翌2018年までは主にスタメン出場を続けたが、2019年に入ると新加入選手の台頭や怪我の影響もあり出場機会が一時減少。それでもベンチからチームを盛り上げ続けると、9月以降は再びスタメンに返り咲き、横浜FMの15年ぶりのリーグ優勝に貢献した。

### 日本代表
2014年8月28日、キリンチャレンジカップに出場する日本代表に初選出された。試合出場機会は無かったものの、長友佑都や酒井宏樹、酒井高徳ら同ポジションの選手を始めとした、海外クラブでプレーする選手と練習を経験することで刺激を得た。
2021年3月18日、国際親善試合及びW杯アジア2次予選に臨む日本代表に実に7年ぶりに選出された。3月30日のW杯アジア2次予選・モンゴル代表戦にて右SBの先発として代表デビューを果たすと、南野拓実の先制点をアシストする活躍を残した。

## プレースタイル
アンジェ・ポステコグルーのもと、偽サイドバックとしてビルドアップや攻撃参加などの役割を担った。トッテナム・ホットスパーの監督に就任したポステコグルーがプレミアリーグの前日会見にて「ペドロ・ポロのように、サイドバックでありながらプレーメーカーとして機能した選手はいたか」との問いを受けた際に松原の名前を挙げた。。

## エピソード
- 2010年、大分U-18在籍時に大分に2種登録された際より、クラブでは一貫して背番号は27番を背負っている。この事について本人は「こだわりは無くは無いが、背番号を決める際に27番が空いていれば、それでお願いしますというぐらい」と語っている[8]。
- 2017年4月に高校時代から交際をしていた一般女性との入籍を発表[1][17]。2024年現在3人の子供がいる（2019年7月19日に第一子が[18]、2021年7月16日に第二子が[19]、2024年1月11日に第三子がそれぞれ誕生[20]）。

## 所属クラブ
- 四日市南SSC（宇佐市立四日市南小学校）
- FC中津2002（宇佐市立西部中学校）
- 2008年 - 2010年 大分トリニータU-18（大分東明高校）
  - 2010年  大分トリニータ（2種登録選手）
- 2011年 - 2014年  大分トリニータ
  - 2014年  アルビレックス新潟（期限付き移籍）
  - 2014年  Jリーグ・アンダー22選抜
- 2015年 - 2016年  アルビレックス新潟
  - 2015年  Jリーグ・アンダー22選抜
- 2017年 -  横浜F・マリノス

## 個人成績
| 国内大会個人成績 | 国内大会個人成績 | 国内大会個人成績 | 国内大会個人成績 | 国内大会個人成績 | 国内大会個人成績 | 国内大会個人成績 | 国内大会個人成績 | 国内大会個人成績 | 国内大会個人成績 | 国内大会個人成績 | 国内大会個人成績 |
| 年度             | クラブ           | 背番号           | リーグ           | リーグ戦         | リーグ戦         | リーグ杯         | リーグ杯         | オープン杯       | オープン杯       | 期間通算         | 期間通算         |
| 年度             | クラブ           | 背番号           | リーグ           | 出場             | 得点             | 出場             | 得点             | 出場             | 得点             | 出場             | 得点             |
| 日本             | 日本             | 日本             | 日本             | リーグ戦         | リーグ戦         | リーグ杯         | リーグ杯         | 天皇杯           | 天皇杯           | 期間通算         | 期間通算         |
| ---------------- | ---------------- | ---------------- | ---------------- | ---------------- | ---------------- | ---------------- | ---------------- | ---------------- | ---------------- | ---------------- | ---------------- |
| 2010             | 大分             | 27               | J2               | 9                | 0                | -                | -                | 1                | 0                | 10               | 0                |
| 2011             | 大分             | 27               | J2               | 10               | 0                | -                | -                | 2                | 0                | 12               | 0                |
| 2012             | 大分             | 27               | J2               | 10               | 0                | -                | -                | 1                | 0                | 11               | 0                |
| 2013             | 大分             | 27               | J1               | 8                | 0                | 4                | 0                | 1                | 0                | 13               | 0                |
| 2014             | 新潟             | 27               | J1               | 31               | 0                | 5                | 0                | 2                | 0                | 38               | 0                |
| 2015             | 新潟             | 27               | J1               | 0                | 0                | 1                | 0                | 1                | 0                | 2                | 0                |
| 2016             | 新潟             | 27               | J1               | 17               | 0                | 1                | 0                | 2                | 0                | 20               | 0                |
| 2017             | 横浜FM           | 27               | J1               | 26               | 1                | 0                | 0                | 6                | 0                | 32               | 1                |
| 2018             | 横浜FM           | 27               | J1               | 29               | 1                | 9                | 0                | 1                | 0                | 39               | 1                |
| 2019             | 横浜FM           | 27               | J1               | 14               | 1                | 3                | 1                | 1                | 0                | 18               | 2                |
| 2020             | 横浜FM           | 27               | J1               | 20               | 1                | 1                | 0                | -                | -                | 21               | 1                |
| 2021             | 横浜FM           | 27               | J1               | 22               | 1                | 3                | 0                | 1                | 0                | 26               | 1                |
| 2022             | 横浜FM           | 27               | J1               | 21               | 1                | 2                | 0                | 2                | 0                | 25               | 1                |
| 2023             | 横浜FM           | 27               | J1               | 26               | 2                | 7                | 1                | 0                | 0                | 33               | 3                |
| 2024             | 横浜FM           | 27               | J1               | 29               | 1                | 3                | 0                | 1                | 1                | 33               | 2                |
| 通算             | 日本             | 日本             | J1               | 243              | 9                | 39               | 2                | 18               | 1                | 300              | 12               |
| 通算             | 日本             | 日本             | J2               | 29               | 0                | -                | -                | 4                | 0                | 33               | 0                |
| 総通算           | 総通算           | 総通算           | 総通算           | 272              | 9                | 39               | 2                | 22               | 1                | 333              | 12               |

- 2010年はU-18との2種登録

その他の公式戦
| 2014   | J-22   | -      | J3     | 0 | 0 | 0 | 0 |
| 2015   | J-22   | -      | J3     | 1 | 0 | 1 | 0 |
| 通算   | 日本   | 日本   | J3     | 1 | 0 | 1 | 0 |
| 総通算 | 総通算 | 総通算 | 総通算 | 1 | 0 | 1 | 0 |

- 2020年
  - FUJI XEROX SUPER CUP 1試合0得点

| 国際大会個人成績 | 国際大会個人成績 | 国際大会個人成績 | 国際大会個人成績 | 国際大会個人成績 |
| 年度             | クラブ           | 背番号           | 出場             | 得点             |
| AFC              | AFC              | AFC              | ACL              | ACL              |
| ---------------- | ---------------- | ---------------- | ---------------- | ---------------- |
| 2020             | 横浜FM           | 27               | 6                | 0                |
| 2022             | 横浜FM           | 27               | 4                | 0                |
| 2023-24          | 横浜FM           | 27               | 12               | 0                |
| 通算             | AFC              | AFC              | 22               | 0                |

- J1初出場 - 2013年5月11日 第11節 サンフレッチェ広島戦（エディオンスタジアム広島）
  - 初得点 - 2017年5月27日 第13節 清水エスパルス戦（IAIスタジアム日本平）
- J2初出場 - 2010年5月2日 第10節 ジェフユナイテッド千葉戦（大分銀行ドーム）

## タイトル

### クラブ
横浜F・マリノス
- J1リーグ：2回（2019年, 2022年）
- FUJIFILM SUPER CUP：1回（2023年）

### 代表
U-23日本代表
- AFC U-23選手権2016（2016年）

## 代表歴

### 出場大会
- U-17日本代表
  - 2009 FIFA U-17ワールドカップ
- U-18日本代表
- U-19日本代表
- U-21日本代表
  - AFC U-22アジアカップ2013
- U-22日本代表
- U-23日本代表
  - AFC U-23選手権2016
  - キリンチャレンジカップ[21]
- 日本代表
  - キリンチャレンジカップ（2014年）
  - 2022 FIFAワールドカップ・アジア予選（2021年）

### 試合数
- 国際Aマッチ 1試合 0得点（2021年）

| 日本代表 | 国際Aマッチ | 国際Aマッチ |
| 年       | 出場        | 得点        |
| -------- | ----------- | ----------- |
| 2021     | 1           | 0           |
| 通算     | 1           | 0           |

### 出場
| No. | 開催日        | 開催都市 | スタジアム         | 対戦国   | 結果  | 監督   | 大会                                                             |
| --- | ------------- | -------- | ------------------ | -------- | ----- | ------ | ---------------------------------------------------------------- |
| 1.  | 2021年3月30日 | 千葉     | フクダ電子アリーナ | モンゴル | ○14-0 | 森保一 | 2022 FIFAワールドカップ・アジア2次予選兼 AFCアジアカップ2023予選 |